# Las mujeres de Qumar
Las mujeres de Qumar es el octavo capítulo de la tercera temporada de la serie dramática El ala oeste.
Este episodio marca la primera aparición  de Amy Gardner, interpretando a Mary-Louise Parker, que fue estrella invitada en cada una de las siguientes temporadas de la serie.
Allison Janney presentó este episodio a los Premios Emmy. Aunque ella tuvo menos tiempo en pantalla que los otros nominados, su trabajo ganó el premio.

## Argumento
C.J. debe enfrentarse a dos noticias desagradables: un posible brote de Vacas Locas en los Estados Unidos y la venta de armas al régimen ficticio de Qumar, que desprecia a las mujeres. A pesar de su rotundo rechazo a lo segundo -sobre todo por su rechazo a las leyes de ese país- que incluso le harán derramar algunas lágrimas, saldrá como siempre de la mejor manera posible para hacer su trabajo: ser la portavoz de la Casa Blanca.
Mientras, Toby debe negociar con veteranos los contenidos de la conmemoración del Ataque a Pearl Harbor en el Instituto Smithsoniano. Estos no están de acuerdo con la forma de presentar a los japoneses tras la Guerra Mundial. 
Por su parte, Sam busca crear una ley de Seguridad Vial que obligue a todos los ciudadanos a usar el cinturón de seguridad. Pronto se dará cuenta de que, a pesar de que el Presidente está con él, necesita los votos suficientes en el congreso, donde se enfrentará a los congresistas de Míchigan y Nuevo Hampshire. Por último  Josh deberá reunirse con la directora de un grupo feminista, Amy Gardner, del que se siente especialmente atraído. Esta, como C.J. Cregg está en contra de la venta de armas al régimen de Qumar.

## Comentarios
- Es una de los capítulos preferidos del actor John Spencer -Leo McGarry. Según él, la intensidad dramática de su compañera Allison Janney -C.J. Cregg es excepcional[1]

## Premios
- Allison Janney presentó este episodio a los Premios Emmy. Aunque ella tuvo menos tiempo en pantalla que los otros nominados, su trabajo ganó el premio.

## Enlaces
- Enlace al Imdb
- Guía del Episodio (en inglés)